# Bešnjevo
Bešnjevo (szerbül: Бешњево) falu Bosznia-Hercegovinában, Bosanska krajina területén, a Szerb Köztársaságban, Šipovo községben. 

## Fekvése
Bosznia-Hercegovina közép-nyugati részén, Banja Lukától légvonalban 52, közúton 80 km-re délre, községközpontjától légvonalban 2 km-re, közúton 3 km-re északra, a Harmani és a Branješće-hegység közötti völgyben, 620 méteres tengerszint feletti magasságban található. A völgyben több kis patak is átfolyik, melyek a Lubovačka bal oldali mellékvizei.

## Népessége
| Nemzetiségi csoport | Népesség 1991 | Népesség 2013 |
| ------------------- | ------------- | ------------- |
| Szerb               | 121           | 70            |
| Bosnyák             | 249           | 99            |
| Horvát              | 0             | 1             |
| Jugoszláv           | 5             | 0             |
| Egyéb               | 2             | 1             |
| Összesen            | 377           | 171           |

## Története
A Krst lelőhelyen talált erődített település maradványai alapján itt már az i. e. 3. században is laktak emberek. Az itt talált leletek a vaskori késői La Tène-kultúrához tartoztak. A középkorból két temető maradványa is fennmaradt a település területén. A két középkori temető sírkövei arról tanúskodnak, hogy a középkorban itt a kereszténység eretnek irányzatának tekintett bogumilok települése állt. A legrégebbi ilyen sírkövek a 12. század második feléből származnak, de csak a 14-15. században terjedtek el. Bosznia-Hercegovina, Szerbia, Horvátország és Montenegró területén mintegy 3300 helyszínen körülbelül hetvenezer ilyen stećak található. A középkori település végét feltehetően a közeli Sokol várának 1518 körül bekövetkezett eleste jelentette.
A település 1878-ig tartozott az Oszmán Birodalomhoz, majd az Osztrák-Magyar Monarchia része lett. 1879-ben az első osztrák-magyar népszámlálás során Šipovo község részeként a faluban 37 házat 186 muszlim  és 78 ortodox szerb lakost számláltak. 1910-ben a településen 72 házat, 134 ortodox szerb és 286 muszlim lakost találtak.A monarchia szétesésével 1918-ben előbb a Szerb-Horvát-Szlovén Királyság, majd 1929-től a Jugoszláv Királyság része. Jugoszlávia megszállása után a falu a Független Horvát Állam (NDH) része lett. 1945-től a település a szocialista Jugoszlávia része volt. A településen az 1991-es népszámlálás adatai szerint 377-en éltek. A Bosznia-Hercegovinában zajló polgárháború idején a Visoko Krajina többi településéhez hasonlóan a Boszniai Szerb Köztársaság része volt. A területén 1995 szeptemberéig nem volt háborús hadművelet, ekkor azonban a település területét a Horvát Köztársaság fegyveres ereje megszállta. A horvát csapatok elől a lakosság elmenekült. A daytoni békeszerződés aláírása után a település a Szerb Köztársasághoz, azon belül Šipovo községhez került. Bešnjevo a község egyetlen muszlim többségű települése.

## Nevezetességei
- Delijin Brijeg – középkori temető maradványai, melynek sírköveiből két, észak-déli tájolású stećak maradt fenn.[4]

- Krst – őskori erődített település maradványai, melyek egy domináns magaslaton fekszenek. A kevésbé vedett északi oldalát mély árok védte. A kerámiatöredékek a vaskori késői La Tène-kultúrához tartoztak és az i. e. 3. és 2. század közötti időből valók.[4]

- Lužine -  késő középkori temető maradványai. A sírkövekből 7 db stećak maradt fenn, melyek nyugat-keleti tájolásúak.[4]